# Karl Claus

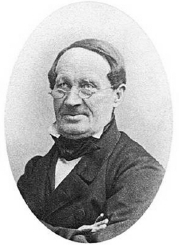
Karl Claus

Karl Ernst Claus, född 1796 i Dorpat, död där 1864, var en rysk kemist, botanist och farmaceut. Han upptäckte 1844 av rutenium, ett nytt grundämne uppkallat efter Ryssland. Claus, som var balttysk, var professor vid Kazanuniversitetet och Tartu universitet.